# Giorgia Rossi
Pour les articles homonymes, voir Rossi.
Giorgia Rossi (née à Rome le 5 juin 1987) est une journaliste et présentatrice de télévision italienne.

## Biographie
Giorgia Rossi est née à Rome le 5 juin 1987 . Elle étudie au Liceo scientifico puis  Jurisprudence, sans terminer ses études. Elle s'inscrit comme publiciste dans l'ordre des journalistes du Latium et à l'âge de 20 ans, commence à travailler pour la chaîne thématique Roma Channel puis rejoint successivement Sky et  Rai Sport. À partir d'octobre 2013, elle travaille pour Mediaset comme correspondante de l'émission télévisée Tiki-Taka   puis travaille pour Studio Sport  et assure la gestion de l'avant et d'après-match de la Ligue des champions de l'UEFA sur Mediaset Premium et celle de Domenica Premium, une émission qui diffuse les dimanches matin les matchs de Serie A sur Premium Sport .
Elle anime l'avant et l'après-match de la Coupe du Monde de la FIFA 2018 sur Mediaset et est invitée régulière de l'émission Balalaika - Dalla Russia col pallone . À partir de 2019, elle dirige Pressing Champions League  sur Italia 1 et à partir de janvier 2020, Pressing Serie A  sur Rete 4 . Le 31 octobre 2020, elle est testée positive au COVID-19 lors de la pandémie en Italie.
En 2021, l'attribution des droits TV de la Série A pour les trois prochaines années à la chaîne streaming DAZN conduit Giorgia Rossi à quitter Mediaset pour DAZN.